# Bohumír Martínek
Bohumír Martínek (21. března 1916, Prostějov – 15. března 1943, nedaleko Mnichova) byl československý voják a příslušník výsadku Bronse.

## Mládí
Narodil se 21. března 1916 v Prostějově. Otec Jan byl strojním zámečníkem, matka Zdeňka, rozená Kressová byla dámskou krejčovou. Měl tři sestry. Po absolvování obecné školy vystudoval reálné gymnázium v Prostějově. Po maturitě si zvolil povolání důstojníka z povolání.

## Vojenská služba
Základní vojenskou službu nastoupil 1. října 1935 u dělostřeleckého pluku v Hranicích, odkud byl po třech dne přeložen do důstojnické školy těžkého dělostřelectva v Bratislavě. Po jejím absolvování se vrátil zpět ke svému útvaru. V hodnosti četaře aspiranta krátce nato absolvoval spojovací kurz v Olomouci. 29. září 1937 nastoupil na Vojenskou akademii v Hranicích. Po jejím dokončení byl jmenován poručíkem dělostřelectva a přidělen zpět ke svému pluku jako velitel spojovací čety. Po okupaci byl 1. dubna 1939 propuštěn z armády.

## V exilu
Od září 1939 do začátku února 1940 pracoval jako úředník. 10. února 1940 opustil protektorát a přes Slovensko, Maďarsko, Jugoslávii a Bejrút se dostal do Francie. Zde byl zařazen k 1. dělostřeleckému pluku, bojů se ale nezúčastnil. 7. července 1940 byl evakuován do Anglie. Po přidělení k dělostřeleckému oddílu a následném přeložení k velitelské četě byl již jako spojovací důstojník povýšen na nadporučíka.
Od 18. června do 23. listopadu 1942 prodělal sabotážní kurz, parakurz, spojovací a zpravodajský kurz (výcvik přerušen začátkem listopadu z důvodu operace kýly). 6. prosince 1942 byl jmenován velitelem paravýsadku Bronse.

## Nasazení
14. března 1943 odstartovalo letadlo s výsadkem Bronse směrem k protektorátu. Nedaleko Mnichova bylo zasaženo protiletadlovou palbou, Bohumír Martínek v jeho troskách zahynul. Dne 15. března 1943 byl pohřben byl v Perlacherském lese u Mnichova (Friedhof am Perlacher Forst).

## Po válce
28. října byl in memoriam povýšen na štábního kapitána.

Česká republika několik let jednala s bavorskou stranou o přemístění ostatků. V dubnu 2025 ředitel odboru pro válečné veterány a válečné hroby ministerstva obrany Robert Speychal oznámil, že v nejbližší době dojde k jejich převozu do ČR.

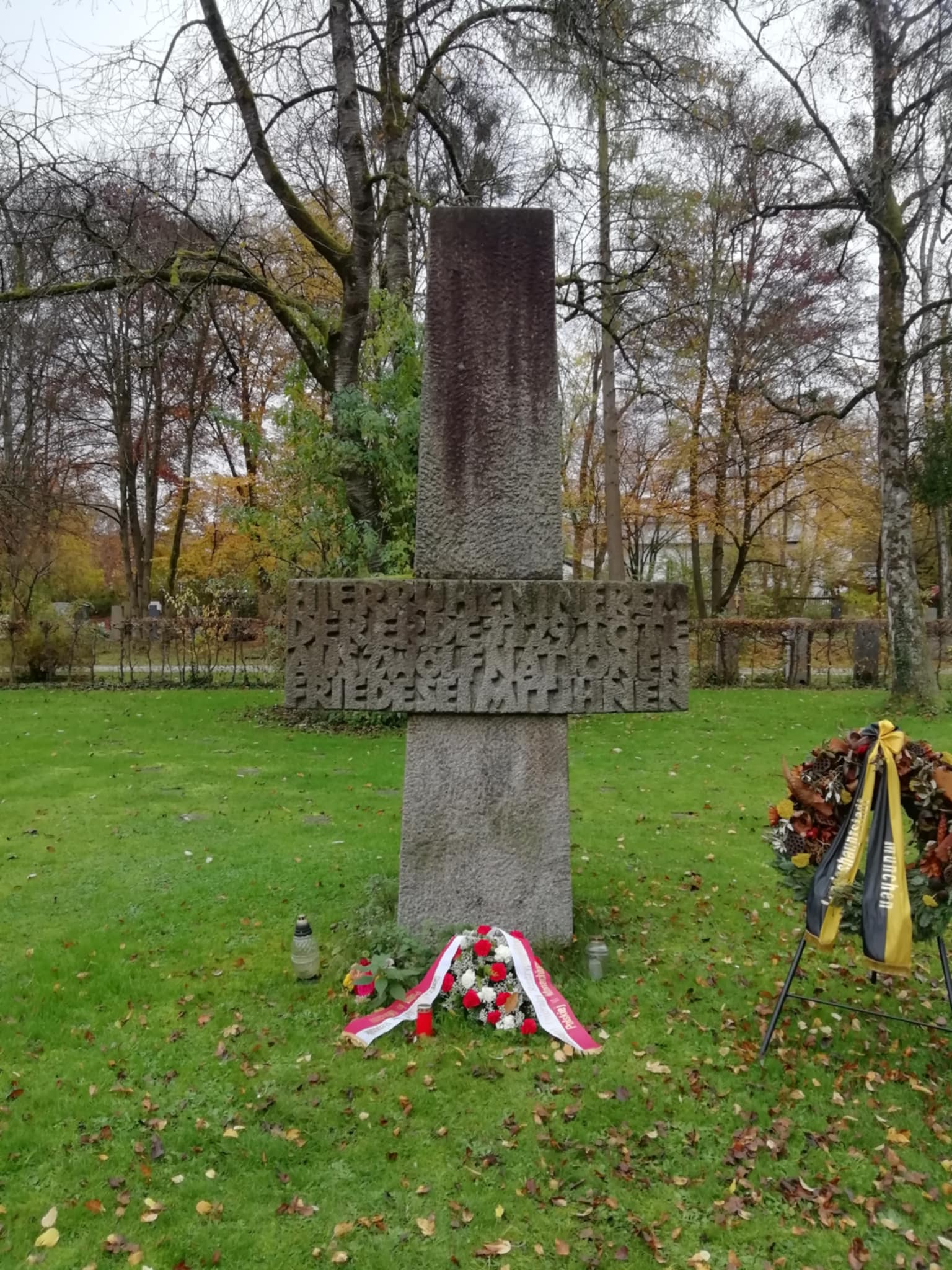
Hřbitov Perlacher Forst, Mnichov
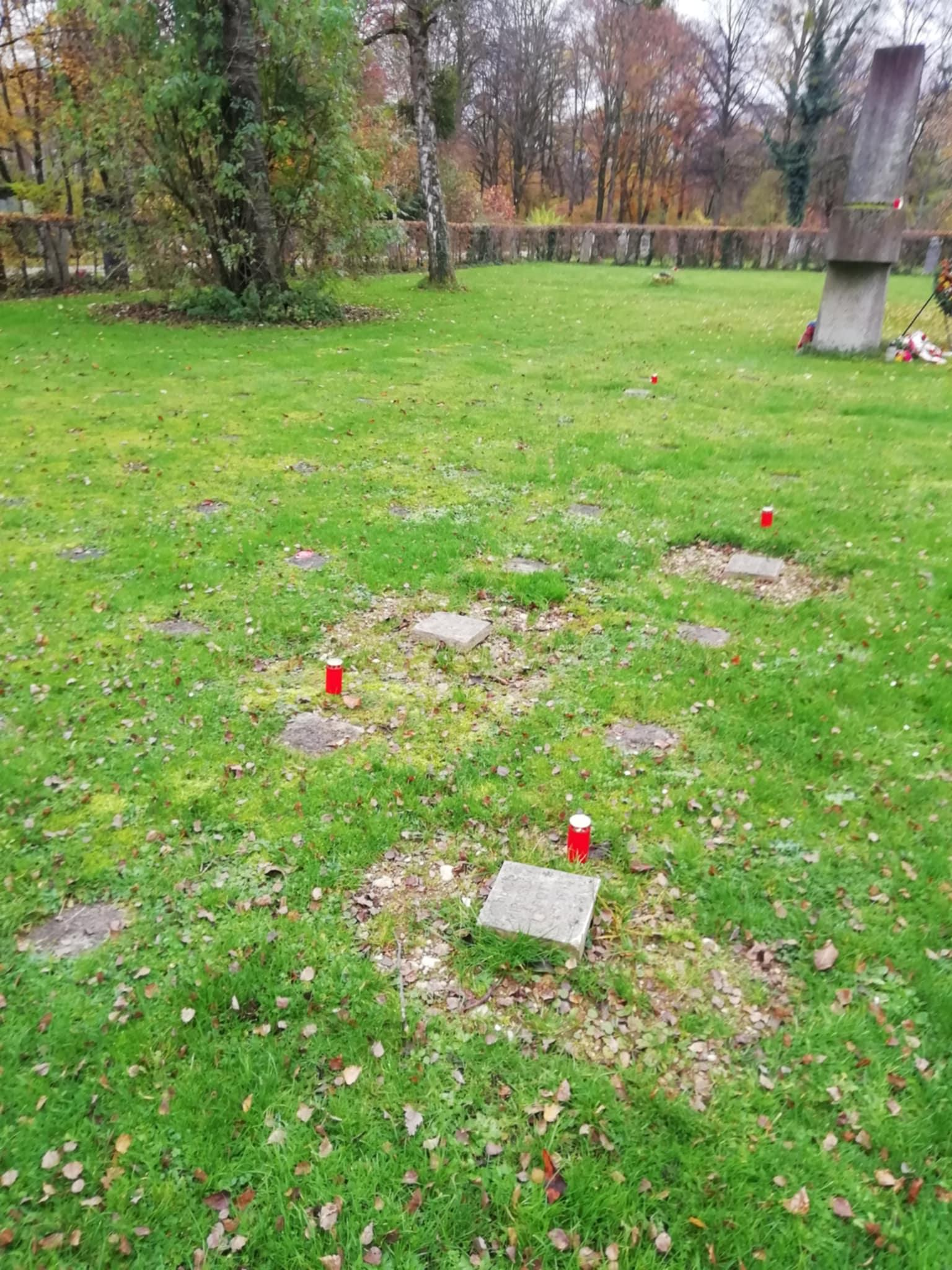
Hroby výsadků Iridium a Bronze, hřbitov Perlacher Forst, Mnichov
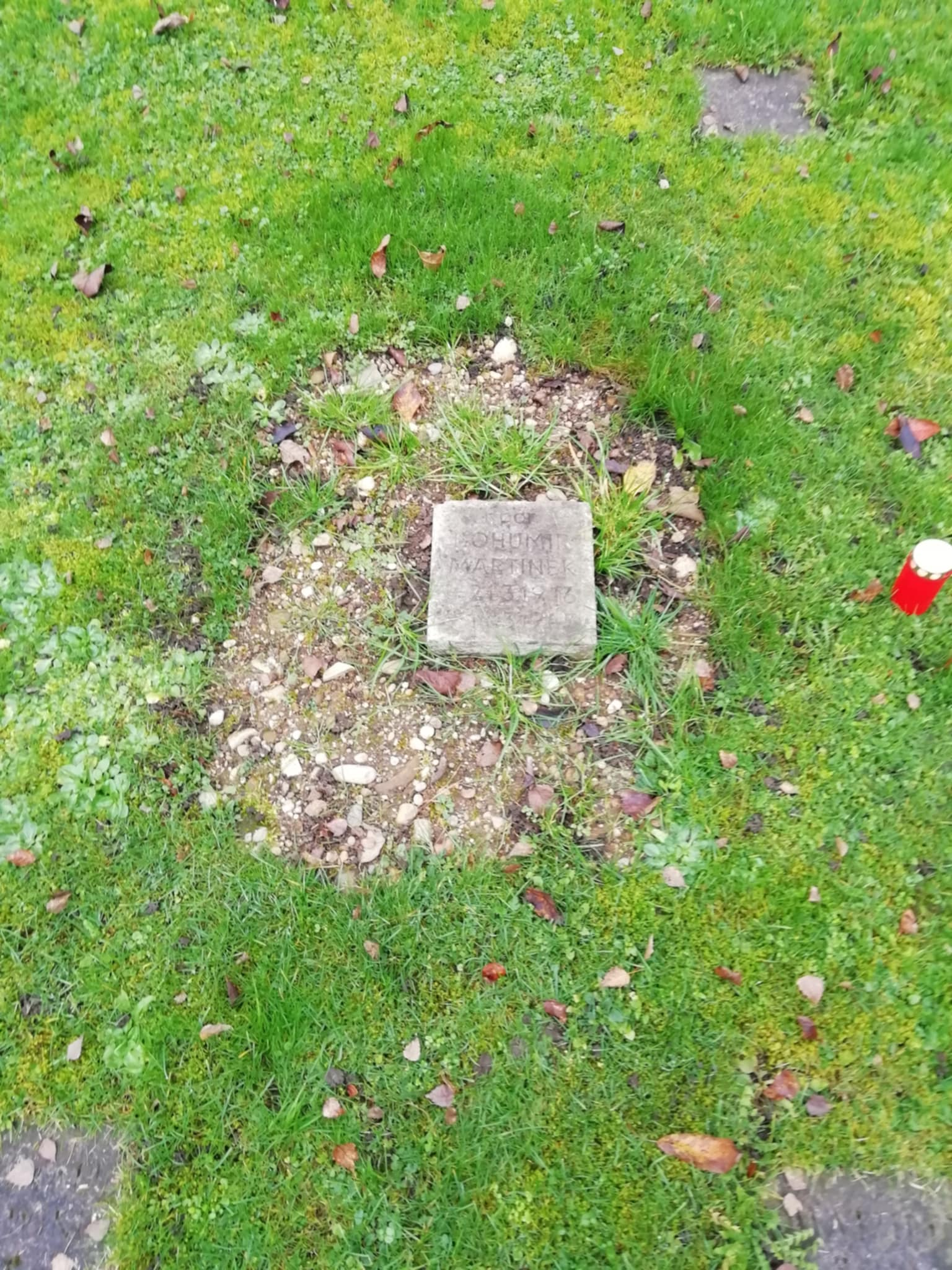
Hrob Bohumíra Martínka na hřbitově Perlacher Forst, Mnichov

## Vyznamenání
- 1944 –  Pamětní medaile československé armády v zahraničí se štítky Francie a Velká Británie
- 1945 –  Československý válečný kříž 1939